# Gunnar Brusberg
Gunnar Brusberg (28 de noviembre de 1927 - 26 de febrero de 2015) fue un jugador de balonmano sueco que jugó de portero. Fue un componente de la Selección de balonmano de Suecia.
Con la selección ganó la medalla de oro en el Campeonato Mundial de Balonmano Masculino de 1954 y ganó la medalla de bronce en el Campeonato Mundial de Balonmano Masculino de 1961.

## Palmarés

### IK Heim
- Liga sueca de balonmano masculino (5): 1950, 1955, 1959, 1960, 1962

## Clubes
- IK Heim
- GIK Wasaiterna ( -1967)